# 威爾科克斯章克申 (佛羅里達州)
威爾科克斯章克申（英語：Wilcox Junction）是位於美國佛羅里達州吉爾克里斯特縣的一個非建制地區。該地的面積和人口皆未知。

## 地理
威爾科克斯章克申的座標為29°36′43″N 82°56′24″W / 29.61194°N 82.94000°W，而該地的平均海拔高度為8米（即26英尺）。